# ناو هواپیمابر اولیانوفسک

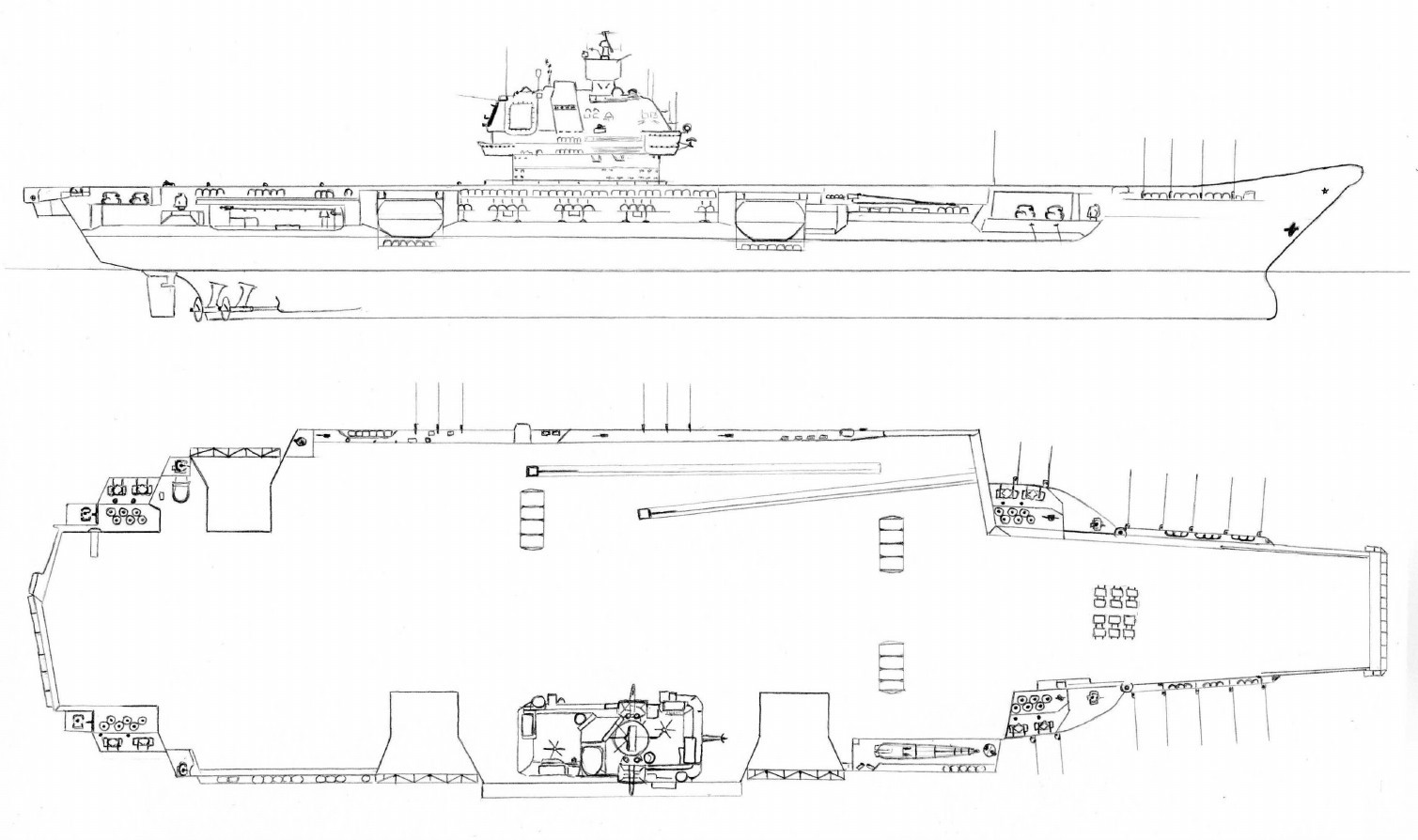
نقشه ناو هواپیما بر

ناو هواپیمابر اولیانوفسک (به انگلیسی: Soviet aircraft carrier Ulyanovsk) یک کشتی بود که طول آن Overall: 321.2 meters (1,030 feet) بود.